# Fall Out Boy
Fall Out Boy é uma banda norte-americana de rock formada em Wilmette, Illinois, um subúrbio de Chicago, em 2001. A banda é composta pelo vocalista principal e guitarrista base Patrick Stump, pelo baixista Pete Wentz, pelo guitarrista principal Joe Trohman e pelo baterista Andy Hurley. A banda originou-se da cena hardcore punk de Chicago e foi formada por Wentz e Trohman como um projeto paralelo de pop-punk; Stump se juntou logo depois. O grupo passou por uma sucessão de bateristas antes de Hurley entrar. Seu álbum de estreia, Take This to Your Grave (2003), tornou-se um sucesso underground e ajudou a banda a conquistar uma base de fãs dedicada através de muitas turnês.
Com Wentz como letrista da banda e Stump como o principal compositor, o sucesso do Fall Out Boy em uma grande gravadora em 2005, "From Under the Cork Tree", produziu dois singles de sucesso, "Sugar, We're Goin Down" e "Dance, Dance". Ele ganhou certificado duplo de platina pela RIAA, transformando o grupo em superestrelas e tornando Wentz uma celebridade e figura constante em tabloides. O Fall Out Boy recebeu uma indicação a Melhor Artista Revelação no Grammy Awards de 2006. "Infinity on High" (2007) estreou em primeiro lugar na Billboard 200 com 260.000 vendas na primeira semana. Produziu dois singles de sucesso mundial, "This Ain't a Scene, It's an Arms Race" e "Thnks fr th Mmrs". Seu álbum seguinte, "Folie à Deux" (2008), foi uma decepção comercial e recebeu uma resposta mista. Após o lançamento de "Believers Never Die – Greatest Hits" em 2009, a banda entrou em hiato e os membros trabalharam em projetos paralelos.
A banda se reuniu com "Save Rock and Roll" (2013), que se tornou o segundo álbum número um do Fall Out Boy, e incluiu o single "My Songs Know What You Did in the Dark (Light Em Up)", que alcançou o top 20. No mesmo ano, a banda lançou o EP "PAX AM Days", composto por oito faixas com influência punk que foram gravadas durante uma sessão de dois dias com o produtor Ryan Adams. O sexto álbum de estúdio da banda, "American Beauty/American Psycho" (2015), alcançou o primeiro lugar na Billboard 200, e gerou o hit top 10 "Centuries" e o single "Uma Thurman", que alcançou a 22ª posição na Billboard Hot 100. Isso foi seguido por seu primeiro álbum de remixes, "Make America Psycho Again", que apresentava remixes de todas as faixas originais de "American Beauty/American Psycho" feitos por um artista diferente em cada música, incluindo Migos e Wiz Khalifa.
O sétimo álbum de estúdio da banda, "Mania" (2018), também alcançou o primeiro lugar, tornando-o o quarto álbum número um da banda e o sexto álbum consecutivo no Top 10. A turnê "Mania" incluiu um show no Wrigley Field, marcando seu primeiro show como atração principal em um estádio. Em 2018, o Fall Out Boy também recebeu sua segunda indicação ao Grammy de Melhor Álbum de Rock por "Mania". Em 18 de janeiro de 2023, o grupo anunciou seu oitavo álbum de estúdio, "So Much (for) Stardust", que foi lançado em 24 de março.

## História
A banda é formada por Patrick Stump, (vocal principal e guitarra), Pete Wentz (baixo, vocal secundário, e compositor principal), Andy Hurley (bateria) e Joe Trohman (guitarra).
Fall Out Boy tem uma inconvencional divisão de responsabilidades por composição entre seus membros. Enquanto o vocalista principal e guitarrista principal Patrick Stump compõe a música da banda, o baixista da banda Pete Wentz escreve as letras das canções. Devido à sua posição como baixista, Wentz é considerado o porta-voz da banda e várias vezes é convidado para tirar fotos pelos grupos de fotógrafos.
Ganharam um prêmio nos VMA (Video Music Awards) de 2007 como Melhor Banda. Nessa noite, a festa que deram com os Gym Class Heroes foi a melhor da noite.

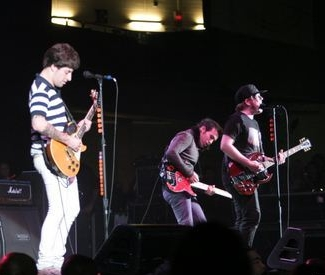
Fall Out Boy em uma apresentação em 2006

### Primeira Geração
Período: 2001-02
Fall Out Boy era um projeto paralelo da banda de Metalcore Arma Angelus, de Pete Wentz. No começo, o Fall Out Boy era um Power Trio, com uma formação bastante diferente de hoje. Da Arma Angelus, estava presente no Fall Out Boy apenas Pete (ressaltando que Stump e Trohman participaram do último show do Arma Angelus como convidados). Não há nenhuma música gravada com a banda em Power Trio. Decidiram terminar com a Arma Angelus e continuar com Fall Out Boy. 
O nome "Fall Out Boy" foi escolhido quando a banda perguntou ao público em seu segundo show qual nome deveria ser dado a eles, então um dos espectadores disse Fall Out Boy, que é o nome do parceiro do super-herói, Homem Radioativo (conhecido também como "Caidaço Boy" ou "Garoto Centelha"), do show animado de TV Os Simpsons. A banda não foi avisada da referência com Os Simpsons até um tempo depois. Quando os criadores de Os Simpsons souberam da história do nome Fall Out Boy, os rapazes da banda acharam que seriam processados; mas apesar disso, nenhuma ação legal sobre o nome foi realizada.
Joe Trohman e Pete Wentz se conheceram num evento de punk e hardcore em Chicago. Os dois decidiram criar uma banda diferente do Punk/Hardcore e parecida com bandas que eles escutavam como Green Day e Saves the Day. Em 2001, Trohman conheceu Patrick Stump em uma livraria, e depois o apresentou a Wentz. Stump originalmente começou sendo o baterista da banda, mas depois se tornou o cantor, pois embora não tivesse nenhuma experiência com isso. Embora Pete Wentz quisesse seu amigo Andy Hurley como baterista, Hurley parecia muito ocupado e não mostrava interesse na banda.
Período: De alguns meses após a formação até o lançamento do álbum Fall Out Boy's Evening Out with Your Girlfriend.
Fall Out Boy cresceu e chegou a 5 membros. Os 3 originais e mais 2, com uma diferença: Stump nos vocais em vez de na bateria (seu antigo lugar). Nessa geração, foi gravada a primeira EP, chamada Split, em conjunto com o Project Rocket, uma banda hoje falida que durou muito pouco. A EP continha 3 músicas de cada banda. O Project Rocket, de certa forma, tinha ligações com a banda, pois Andy Hurley, na época baterista do PR, já havia tocado com Pete em outras bandas de tempo meteórico que serviram apenas como projeto paralelo. O lançamento de Fall Out Boy's Evening Out with Your Girlfriend não prosperou, tanto que fez Mike (bateria) e Raccine (Guitarra base) deixarem o FOB. Pete Wentz disse que esse seria, sem dúvida, um dos piores álbuns da década. Nenhum single foi lançado.

### Infinity On High - Folie à Deux
Período: 2007-09
Houve muitas mudanças: as principais são que o FOB diminiu o jeito emo e Indie de suas composições, incluindo o "amadurecimento" da voz de Stump. Take This to Your Grave não rendeu muitas vendas, porém o Single Grand Theft Autumn/Where Is Your Boy rendeu um enorme sucesso, bem maior do que o de outros singles, como Dead on Arrival e Saturday.[carece de fontes?]
 O álbum From Under The Cork Tree lançou 3 singles, incluindo os maiores sucessos da banda, Sugar, We're Goin Down e Dance, Dance. O Álbum Infinity On High lançou 5 singles. Folie à Deux foi lançado em 16 de Dezembro de 2008, ainda que seus singles já houvessem vazado na Internet. Porém, a banda não anunciou que iria fazer uma EP a fim de "despistar" isso, como fizeram com Infinity On High que vazou na Internet, assim lançando o EP Leaked In London. Depois disso, a banda entrou em hiato.

### Retorno e o quinto álbum de estúdio
Após praticamente três anos de hiato, a banda voltou no dia 4 de Fevereiro de 2013. Em seu site oficial, anunciaram o lançamento de um novo álbum, intitulado Save Rock And Roll, lançado em 12 de Abril de 2013. Save Rock And Roll vendeu 154.000 cópias nos EUA. A banda lançou um vídeo para cada música do álbum em uma série chamada The Young Blood Chronicles e o single My Songs Know What You Did In The Dark (Light 'Em Up) ficou em 13º lugar na Billboard, vendeu 3 milhões de cópias nos EUA e ganhou 3x platina. Eles anunciaram uma turnê nos EUA e em alguns lugares da Europa e Austrália e fizeram apresentações em diversos festivais de música por um ano e meio. FOB também co-liderou a turnê Monumentour com a banda Paramore para encerrar a era SRAR, e lançaram "Centuries" uma semana depois. Fall Out Boy fez duas apresentações no Victoria's Secret Fashion Show de 2013 em duas sessões chamadas Birds Of Paradise e a outra intitulada British Invasion e neste segundo a Angel Candice Swanepoel usou o Royal Fantasy Bra avaliado em 10 milhões de dolares.

## Discografia
Ver também: Discografia de Fall Out Boy

### Álbuns
- Take This to Your Grave (2003)
- From Under the Cork Tree (2005)
- Infinity on High (2007)
- Folie à Deux (2008)
- Save Rock and Roll (2013)
- American Beauty/American Psycho (2015)
- Mania (2018)